# Walter Schulthess
Walter Schulthess (* 24. Juli 1894 in Zürich; † 23. Juni 1971 ebenda) war ein Schweizer Komponist und Konzertagent.

## Leben und Werk
Walter Schulthess war der Sohn des Wilhelm Schulthess und der Anna Elisabeth, geborene Wyder. Sein Onkel war Edmund Schulthess.
Schulthess besuchte die Kantonsschule Rämibühl und gründete 1913 das «Schülerorchester des Gymnasiums Zürich». In Zürich studierte er bei Volkmar Andreae, in München bei Walter Courvoisier und in Berlin bei Conrad Ansorge Komposition und Klavier.
Als Schüler war Schulthess in der Kapellmeisterklasse an der Staatlichen Hochschule für Musik Berlin und ab 1918 Volontär an der Wiener Staatsoper. Dort lernte er Stefi Geyer kennen und heiratete sie 1920 in Zürich. Zusammen gingen sie auf Konzerttournee durch Europa. Besonders seine Lieder und Chöre, aber auch die Orchesterwerke und jene Violinwerke, die zumeist für seine Frau entstanden, erfreuten sich weiter Verbreitung und grosser Beliebtheit.
In den 1920er Jahren begannen Hans und Paul Jecklin vom Pianohaus Jecklin grosse Pianisten wie Walter Gieseking, Wilhelm Backhaus und Eduard Erdmann zu ihren «Jecklin-Konzerten» einzuladen. Unter der künstlerischen Leitung von Schulthess entwickelten sich die Konzerte so positiv, dass sie in die von Schulthess 1928 gegründete «Konzertgesellschaft AG» überführt wurden.
Die Gesellschaft erlangte während ihrer Wirkungszeit durch die Zusammenführung von namhaften Interpreten, Veranstaltern und Schallplattenfirmen internationale Bedeutung. Als Berater und Programmgestalter wirkte Schulthess im Hintergrund u. a. für die Tonhalle Zürich, bei den Engadiner Sommerkonzerten und beim Lucerne Festival, das er 1938 mit Ernest Ansermet gründete.
Zusammen mit seiner Frau und Paul Sacher gründete er 1941 das «Collegium Musicum Zürich». Von 1963 bis 1969 war er Präsident der Jury des Internationalen Clara-Haskil-Klavierwettbewerbs.
Die meisten Werke von Walter Schulthess stammen aus seinen früheren Jahren. Sein Œuvre enthält Klaviermusik, Kammermusik, Chormusik, einige Orchesterwerke und Lieder; von diesen sind die Vertonungen von Morgenstern-Gedichten besonders hervorzuheben. Nur noch gelegentlich trat Schulthess mit neuen Liederzyklen und Kammermusikwerken an die Öffentlichkeit.